# Saint-Pierre-de-Mons
Saint-Pierre-de-Mons (Sent Pèir de Lengon en occitan) est une commune du Sud-Ouest de la France, située dans le département de la Gironde (région Nouvelle-Aquitaine).
Ses habitants sont appelés les Pierre-Montois.

## Géographie

### Localisation
Commune de l'unité urbaine de Langon  située au sud (rive gauche) de la Garonne, à 48 km au sud-est de Bordeaux, chef-lieu du département, à 2,5 km à l'est de Langon, chef-lieu d'arrondissement et de canton.

### Communes limitrophes
Les communes limitrophes sont Saint-Pardon-de-Conques à l'est, Auros au sud-est, Coimères au sud et Langon à l'ouest. Sur la rive droite de la Garonne, se trouvent les communes de Saint-Macaire au nord-ouest et du Pian-sur-Garonne au nord.
| Saint-Macaire Rive droite | Le Pian-sur-Garonne de la Garonne |                         |
| Langon                    | Saint-Pierre-de-Mons              | Saint-Pardon-de-Conques |
|                           | Coimères                          | Auros                   |

### Climat
Pour des articles plus généraux, voir Climat de la Nouvelle-Aquitaine et Climat de la Gironde.
Historiquement, la commune est exposée à un climat océanique aquitain.  
En 2020, Météo-France publie une typologie des climats de la France métropolitaine dans laquelle la commune est exposée à un climat océanique et est dans la région climatique  Aquitaine, Gascogne, caractérisée par une pluviométrie abondante au printemps, modérée en automne, un faible ensoleillement au printemps, un été chaud (19,5 °C), des vents faibles, des brouillards fréquents en automne et en hiver et des orages fréquents en été (15 à 20 jours).
Pour la période 1971-2000, la température annuelle moyenne est de 13,3 °C, avec une amplitude thermique annuelle de 15 °C. Le cumul annuel moyen de précipitations est de 835 mm, avec 11,5 jours de précipitations en janvier et 6,3 jours en juillet. Pour la période 1991-2020, la température moyenne annuelle observée sur la station météorologique la plus proche, située sur la commune de Cazats à 9 km à vol d'oiseau, est de 13,7 °C et le cumul annuel moyen de précipitations est de 825,5 mm,. Pour l'avenir, les paramètres climatiques de la commune estimés pour 2050 selon différents scénarios d’émission de gaz à effet de serre sont consultables sur un site dédié publié par Météo-France en novembre 2022.

## Urbanisme

### Typologie
Au 1er janvier 2024, Saint-Pierre-de-Mons est catégorisée commune rurale à habitat dispersé, selon la nouvelle grille communale de densité à sept niveaux définie par l'Insee en 2022.
Elle appartient à l'unité urbaine de Langon, une agglomération intra-départementale regroupant six  communes, dont elle est une commune de la banlieue,,. Par ailleurs la commune fait partie de l'aire d'attraction de Bordeaux, dont elle est une commune de la couronne,. Cette aire, qui regroupe 275 communes, est catégorisée dans les aires de 700 000 habitants ou plus (hors Paris),.

### Occupation des sols

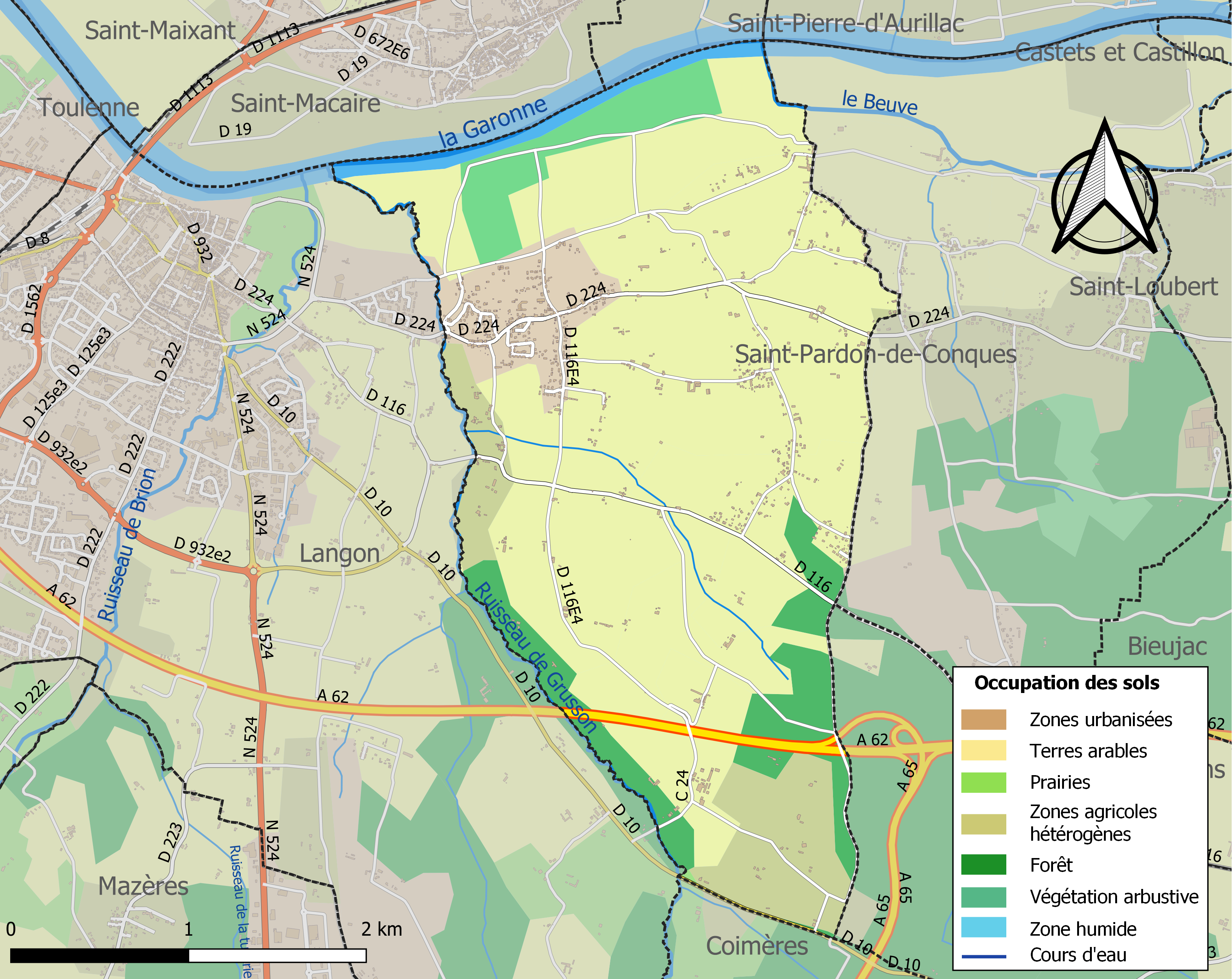
Carte des infrastructures et de l'occupation des sols de la commune en 2018 (CLC).

L'occupation des sols de la commune, telle qu'elle ressort de la base de données européenne d’occupation biophysique des sols Corine Land Cover (CLC), est marquée par l'importance des territoires agricoles (77,7 % en 2018), en diminution par rapport à 1990 (85,5 %). La répartition détaillée en 2018 est la suivante : 
cultures permanentes (46,6 %), terres arables (21,8 %), zones agricoles hétérogènes (9,2 %), forêts (9,1 %), zones urbanisées (6,4 %), milieux à végétation arbustive et/ou herbacée (5 %), eaux continentales (1,9 %), prairies (0,1 %). L'évolution de l’occupation des sols de la commune et de ses infrastructures peut être observée sur les différentes représentations cartographiques du territoire : la carte de Cassini (XVIIIe siècle), la carte d'état-major (1820-1866) et les cartes ou photos aériennes de l'IGN pour la période actuelle (1950 à aujourd'hui).

### Voies de communication et transports
Le bourg est traversé par la route départementale D224, qui mène à Langon à l'ouest et à Castets et Castillon à l'est. Plus au sud, le territoire communal est traversé par la route départementale D116 reliant Langon à Savignac à l'est-sud-est ainsi que par l'autoroute A62. La route départementale D10, reliant Langon à Auros au sud-est, borde le sud dudit territoire.
L'autoroute la plus proche est l'autoroute A62 dont l'accès  3 Langon est distant de 4 km par la route vers l'ouest-sud-ouest.

L'accès  Bazas à l'autoroute A65 (Langon-Pau) se situe à 14 km vers le sud.
La gare SNCF la plus proche est celle, distante de 3 km par la route vers l'ouest, de Langon sur la ligne Bordeaux-Sète du TER Nouvelle-Aquitaine.

### Risques majeurs
Le territoire de la commune de Saint-Pierre-de-Mons est vulnérable à différents aléas naturels : météorologiques (tempête, orage, neige, grand froid, canicule ou sécheresse), inondations et séisme (sismicité très faible). Un site publié par le BRGM permet d'évaluer simplement et rapidement les risques d'un bien localisé soit par son adresse soit par le numéro de sa parcelle.
Certaines parties du territoire communal sont susceptibles d’être affectées par le risque d’inondation par débordement de cours d'eau, notamment la Garonne, le Beuve et le ruisseau de Grusson. La commune a été reconnue en état de catastrophe naturelle au titre des dommages causés par les inondations et coulées de boue survenues en 1982, 1991, 1995, 1997, 1999, 2009, 2020 et 2021,.

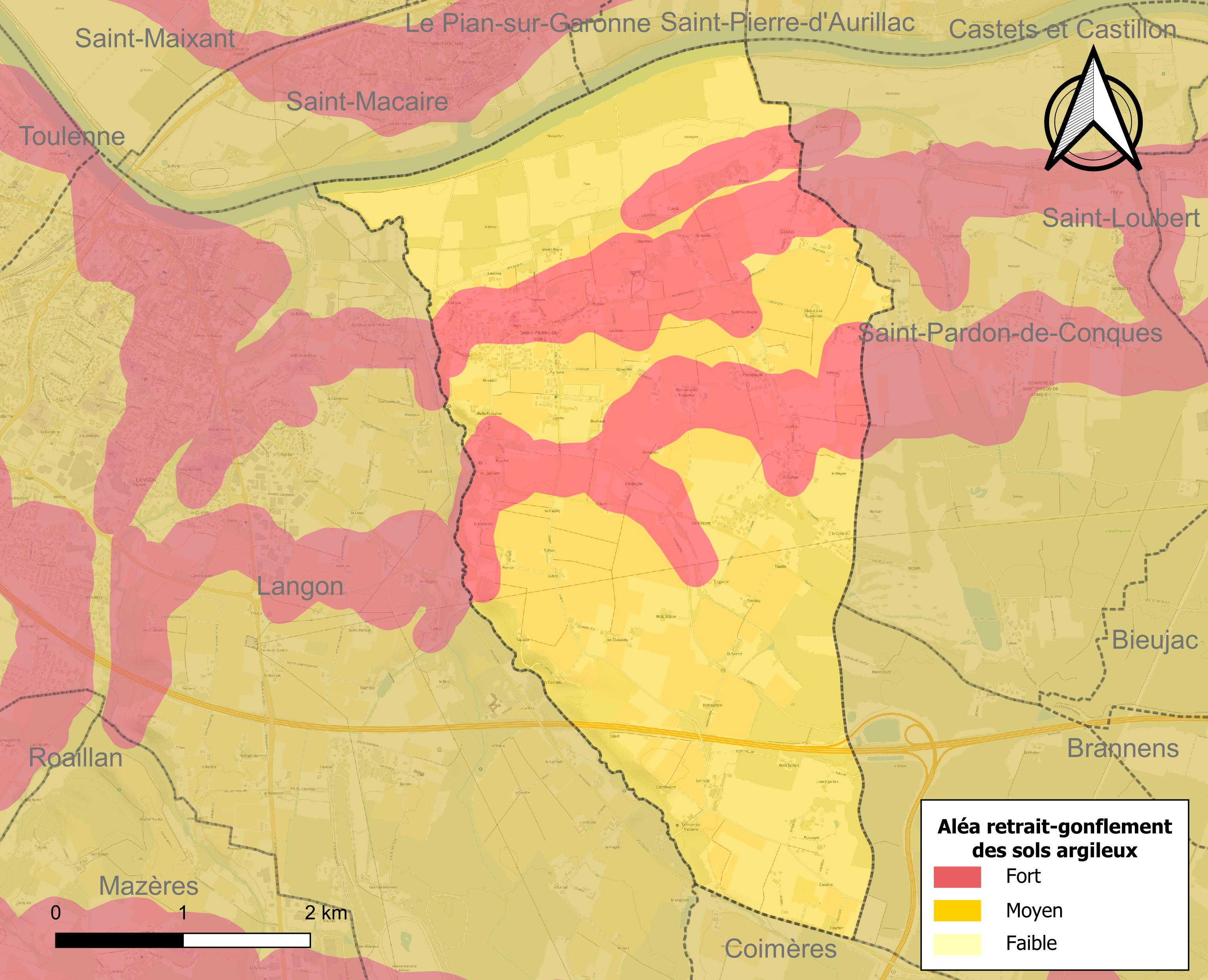
Carte des zones d'aléa retrait-gonflement des sols argileux de Saint-Pierre-de-Mons.

Le retrait-gonflement des sols argileux est susceptible d'engendrer des dommages importants aux bâtiments en cas d’alternance de périodes de sécheresse et de pluie. La totalité de la commune est en aléa moyen ou fort (67,4 % au niveau départemental et 48,5 % au niveau national). Sur les 520 bâtiments dénombrés sur la commune en 2019, 520 sont en aléa moyen ou fort, soit 100 %, à comparer aux 84 % au niveau départemental et 54 % au niveau national. Une cartographie de l'exposition du territoire national au retrait gonflement des sols argileux est disponible sur le site du BRGM,.
Concernant les mouvements de terrains, la commune a été reconnue en état de catastrophe naturelle au titre des dommages causés par la sécheresse en 2003 et 2015 et par des mouvements de terrain en 1999.

## Histoire
L'origine du nom de la commune reste partiellement inexpliquée d'autant qu'à l'origine, la paroisse était dédiée à Saint Remi, évêque de Reims.
Le chanoine Léglise a rapproché le nom de la commune de celui de l'ancienne église prieurale romane « Saint-Pierre de Mons » de Belin-Béliet où étaient honorés les preux de Charlemagne et de celui de « Saint-Pierre de Sainte-Quitterie » citée dans le guide du Pèlerin de Compostelle comme le sanctuaire abritant les corps desdits preux, compagnons de Charlemagne et cités dans La Chanson de Roland.
À la Révolution, la paroisse Saint-Pierre-de-Mons forme la commune de Saint-Pierre-de-Mons.

## Politique et administration
| Période                                  | Période                | Identité        | Étiquette | Qualité                                                                |
| ---------------------------------------- | ---------------------- | --------------- | --------- | ---------------------------------------------------------------------- |
| 1952                                     | 1953                   | Valmont Ferrand |           |                                                                        |
| 1953                                     | septembre 1986 (décès) | André Labayle   | PS        |                                                                        |
| octobre 1986                             | août 2025              | Patrick Labayle | PS        | Retraité Fils du précédent, 7e vice-président de la CdC de Sud Gironde |
| Les données manquantes sont à compléter. |                        |                 |           |                                                                        |

### Communauté de communes
Le 1er janvier 2014, la communauté de communes du Pays de Langon ayant été supprimée, la commune de Saint-Pierre-de-Mons s'est retrouvée intégrée à la communauté de communes du Sud Gironde siégeant à Mazères.

## Démographie
L'évolution du nombre d'habitants est connue à travers les recensements de la population effectués dans la commune depuis 1793. Pour les communes de moins de 10 000 habitants, une enquête de recensement portant sur toute la population est réalisée tous les cinq ans, les populations de référence des années intermédiaires étant quant à elles estimées par interpolation ou extrapolation. Pour la commune, le premier recensement exhaustif entrant dans le cadre du nouveau dispositif a été réalisé en 2004.

En 2022, la commune comptait 1 218 habitants, en évolution de +2,87 % par rapport à 2016 (Gironde : +6,91 %, France hors Mayotte : +2,11 %).
| 1793  | 1800  | 1806  | 1821 | 1831 | 1836 | 1841 | 1846 | 1851 |
| ----- | ----- | ----- | ---- | ---- | ---- | ---- | ---- | ---- |
| 1 069 | 1 040 | 1 122 | 970  | 962  | 860  | 947  | 913  | 930  |

| 1856 | 1861 | 1866 | 1872 | 1876 | 1881 | 1886 | 1891 | 1896 |
| ---- | ---- | ---- | ---- | ---- | ---- | ---- | ---- | ---- |
| 898  | 884  | 837  | 819  | 750  | 850  | 838  | 825  | 780  |

| 1901 | 1906 | 1911 | 1921 | 1926 | 1931 | 1936 | 1946 | 1954 |
| ---- | ---- | ---- | ---- | ---- | ---- | ---- | ---- | ---- |
| 796  | 757  | 732  | 696  | 668  | 649  | 669  | 673  | 690  |

| 1962 | 1968 | 1975 | 1982 | 1990 | 1999 | 2004 | 2006  | 2009  |
| ---- | ---- | ---- | ---- | ---- | ---- | ---- | ----- | ----- |
| 666  | 636  | 585  | 712  | 799  | 813  | 955  | 1 028 | 1 069 |

| 2014  | 2019  | 2022  | - | - | - | - | - | - |
| ----- | ----- | ----- | - | - | - | - | - | - |
| 1 178 | 1 227 | 1 218 | - | - | - | - | - | - |

## Économie
Le territoire communal est aujourd'hui formé en grande partie de coteaux occupés par des vignobles qui produisent des vins d'appellation Graves blancs et rouges.

## Lieux et monuments
- L'église Saint-Pierre actuelle qui a remplacé une église du XIe siècle dédiée à saint Rémi sur l'emplacement du presbytère, est de style gothique flamboyant et date du XVIe siècle. Son clocher gothique construit en 1554 est une flèche polygonale à crochets et quatre clochetons, copié sur l'une des flèches de la Notre-Dame de Chartres[27].
- La sacristie renferme une croix processionnelle en cuivre du XVIe siècle classée à l'inventaire des monuments historiques au titre d'objet depuis 1971[28] et la nef, une statue de saint Pierre en bois polychrome du XVIIIe siècle.
- Le lavoir de Robin se trouve dans l'est du territoire communal, en limite de Saint-Pardon-de-Conques.

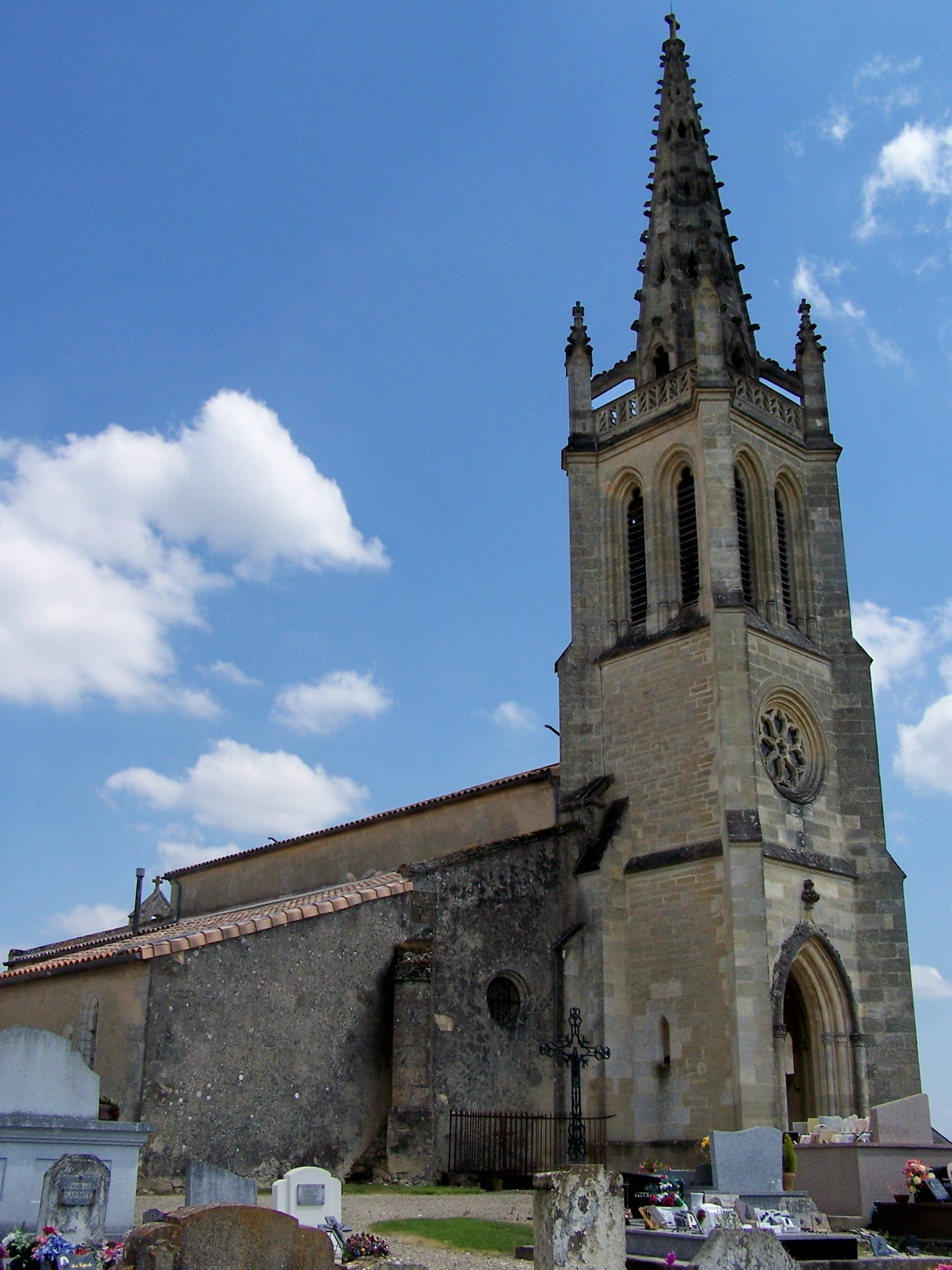
L'église Saint-Pierre (juin 2009)
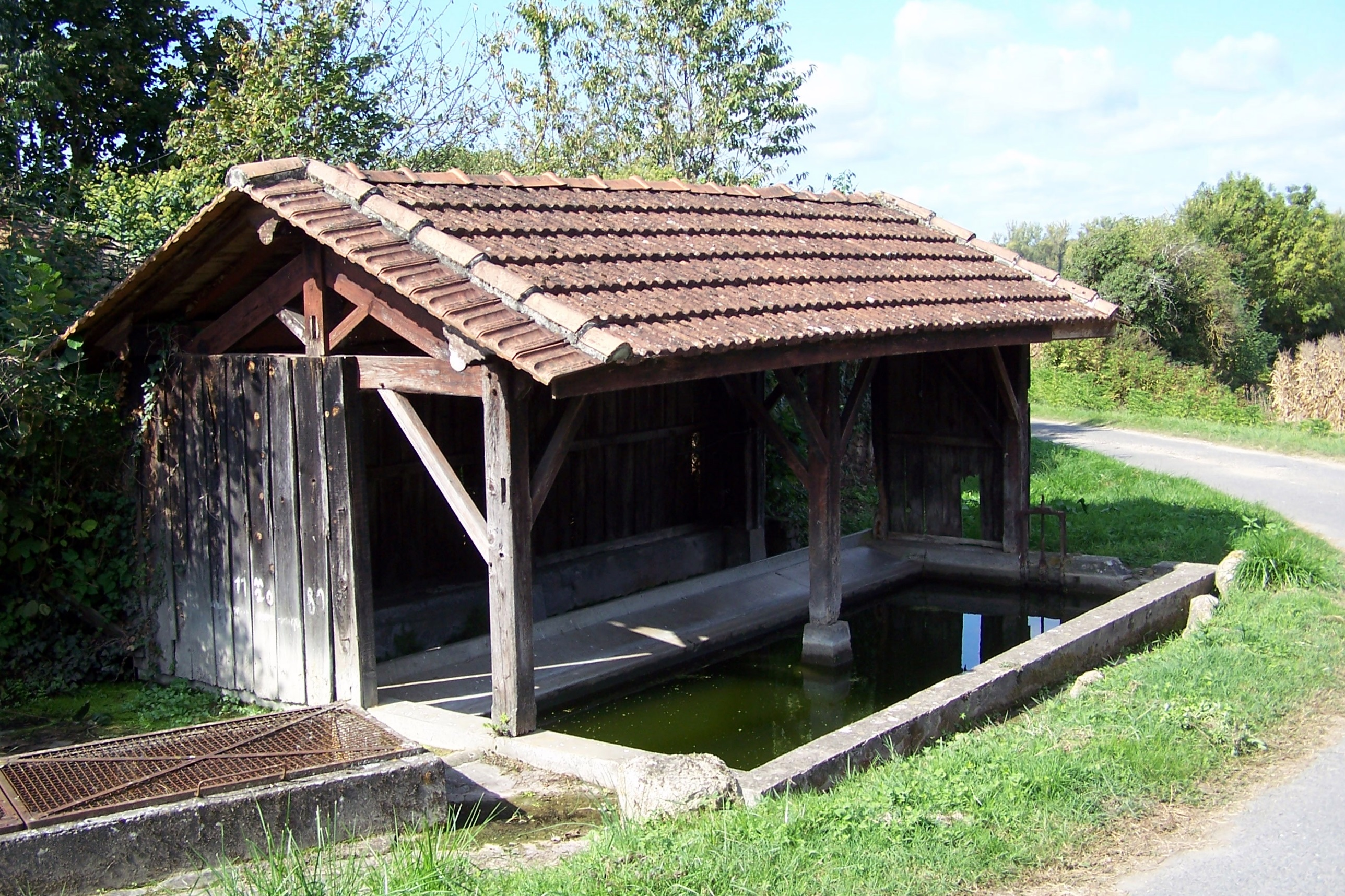
Le lavoir de Robin (oct. 2011)
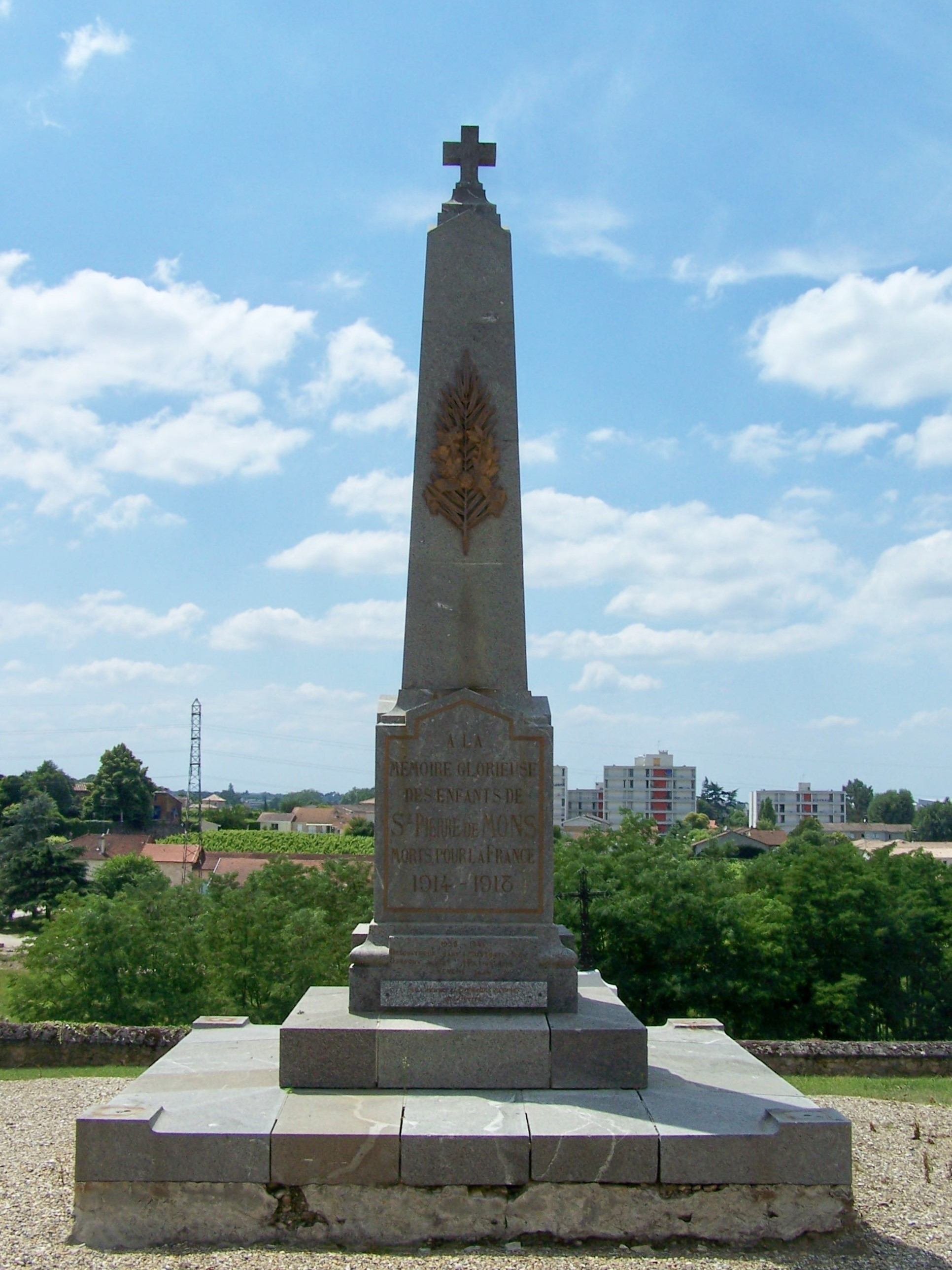
Le monument aux morts près de l'église (juin 2009)

## Personnalités liées à la commune
- Gérard Duprat, militant syndicaliste et député, est né à Saint-Pierre-de-Mons en 1912.
- Pierre Lees-Melou, footballeur professionnel, a grandi et habité à Saint-Pierre-de-Mons.